# Ødegård
En ødegård er en gård, der er forladt, eller i alt fald ikke længere i landbrugsmæssig drift. Opgivelsen af gården har gennem tiden haft forskellige årsager, med den sorte død og diverse krige blandt de mest markante, men også almindelig økonomisk krise har været en væsentlig grund. I forbindelse med godsdrift har ødegårde været et problem for herremanden, da ødegårdene ikke har givet indtægt - dette har så for fæstebønderne givet en gunstigere forhandlingssituation i forhold fastsættelse af fæstevilkår og hoveri.
En del ødegårde er omdannet til almindelig beboelse eller fritidshuse, og i det sydlige Sverige er sådanne ødegårde siden 1960'erne blandt andet blevet købt af danskere som sommerhuse.